# Дансмор, Розмари
Розмари Дансмор (англ. Rosemary Dunsmore, род. 13 июля 1952) — канадская актриса и театральный режиссёр.
Дансмор родилась в Эдмонтоне, Альберта, и в 1973 году окончила Йоркский университет, сразу после чего начала карьеру на сцене. С тех пор она сыграла множество разнообразных ролей на канадской сцене, а с 1980-х также работала на телевидении.
На телевидении Дансмор известна своими второстепенными ролями в сериалах «Кэмпбеллы», «Дорога в Эйвонли» и «Регенезис». В разные годы она снялась во множестве телефильмов и мини-сериалов, включая «Энн из Зеленых крыш: Продолжение» (1987), а на американском телевидении появилась в «Закон Лос-Анджелеса», «Сумеречная зона» и «Красавица и чудовище». Дансмор дважды номинировалась на премию «Джемини»; за роли в телефильме «Фигуристка» (1988) и сериале «Отдел мокрых дел» (2001). Также она получила ACTRA Award за роль в кинофильме «Пузатая формула» (2008). В 2015 году Дансмор присоединилась к сериалу BBC America «Тёмное дитя».